# 小行星12226
小行星12226（12226 Caseylisse）是一颗绕太阳运转的小行星，为主小行星带小行星。该小行星于1985年10月15日发现。

## 轨道参数
小行星12226的轨道半长轴为2.2846685 UA，离心率为0.161。